# فيليب راموس
فيليب راموس (بالإنجليزية: Philip Ramos)‏ هو سياسي أمريكي، ولد في 6 أبريل 1956 في الولايات المتحدة. حزبياً، نشط في الحزب الديمقراطي. وقد انتخب عضو جمعية ولاية نيويورك.

## وصلات خارجية
- الموقع الرسمي